# باولو سوزا (لاعب كرة قدم)
باولو سوزا (بالبرتغالية: José Paulo Sousa da Silva) هو لاعب كرة قدم برتغالي، ولد في 13 مايو 1975 في Lousada ‏ في البرتغال. لعب مع نادي باسوش دي فيريرا.

## وصلات خارجية
- باولو سوزا (لاعب كرة قدم) على موقع قاعدة بيانات كرة القدم.إي يو (الإنجليزية)
- باولو سوزا (لاعب كرة قدم) على موقع Soccerway.com (الإنجليزية)